# فيكتور شوستيكوف
فيكتور شوستيكوف (بالروسية: Виктор Михайлович Шустиков)‏ ، من مواليد 28 يناير 1939 ، لاعب كرة قدم سوفييتي سابق.
لعب مع منتخب الاتحاد السوفييتي لكرة القدم.

## مسيرته الكروية
لعب فيكتور شوستيكوف خلال مسيرته الاحترافية مع نادِ واحدٍ في سبعة عشر موسمًا ولم يسجل خلالها أي هدف ضمن 427 مباراة. حيث فاز في ثلاثة مواسم بالكأس وفي موسمين بالدوري.
خاض فيكتور شوستيكوف مسيرته مع نادي توربيدو موسكو في موسم 1957 ليلعب معه سبعة عشر موسمًا، مشاركًا في 427 مباراة ولم يسجل أي هدف.

## روابط خارجية
- فيكتور شوستيكوف على موقع قاعدة بيانات كرة القدم.إي يو (الإنجليزية)
- فيكتور شوستيكوف على موقع ناشيونال فوتبول تيمز (الإنجليزية)
- فيكتور شوستيكوف على موقع عالم كرة القدم.نت (الإنجليزية)